# Škoda T-15
De Škoda T-15 was een prototype van het Tsjecho-Slowaakse bedrijf Škoda voor een lichte verkenningstank, in opdracht van de Duitsers. Er werden vijf prototypes gebouwd. Ze bleken echter niet zo goed te functioneren als de al in productie zijnde Pz.Kpfw. II Ausf.L. Het project werd afgewezen, maar Škoda ging door met de ontwikkeling.

## Ontwikkeling
Nadat Duitsland in 1939 Tsjecho-Slowakije had veroverd kreeg Duitsland onder andere alle projecten en ontwerpen van de tank-fabriek Škoda in handen. Škoda kreeg de opdracht om te blijven produceren en ontwikkelen voor de bezetter. Rond 1939 belegde het OKW een vergadering waarin werd besloten om Skoda een verkenningstank te laten ontwikkelen. De Duitsers vonden de ontwerpen van Skoda voor middelzware en zware tanks namelijk al achterhaald. De verkenningstank moest wel aan bepaalde eisen voldoen. Het Duitse bedrijf MAN stelde de eisen, deze werden later nog enigszins gewijzigd. De bewapening moest bestaan uit een 20mm of een 37mm kanon en het pantser moest maximaal 30mm dik zijn. Er werd een hoge mobiliteit van het voertuig geeisd en een snelheid van ongeveer 50 km/u. Dit werd later verhoogd naar 60 km/u. Het gewicht moest liggen tussen de 11 en 13 ton.
In het begin van 1941, nog voordat het eerste prototype compleet was, ondertekende de Wehrmacht al een contract met Škoda-Werke, voor de levering van vijf prototypes, bedoeld voor het testen. Twee tanks waren gemaakt van zacht staal. De T-15 prototypes moesten tussen november 1941 en maart 1942 ingezet worden aan het Oostfront, maar door het falen van ‘Operatie Barbarossa’, kwam dit niet tot uitvoering. De eerste tests van de tanks waren in maart en juni 1942, en in juli en oktober moesten ze naar Kummersdorf om getest te worden. De al in serieproductie zijnde Pz.II Ausf. L. was echter veel geavanceerder dan de T-15. Het project werd daarom geannuleerd. De tanks werden gedemonteerd. Er kwamen nog enkele varianten; de T-15A en T-15B, T-15S en de T-16, maar geen van deze is in productie genomen.

## Kenmerken
Het omhulsel lijkt veel op dat van de LT vz. 38 (Pz.Kpfw.38(t)). De dikte van het pantser varieerde van 8mm aan de onderkant tot 25-30mm op het bovenste deel van de tank. In de voorzijde van de tank lag de aandrijflijn, daarnaast het stuurmechanisme. Het middelste deel van de tank was bestemd voor munitieopslag en de bemanning. Voor de hoofdbewapening was gekozen voor een 37mm Škoda A-19 kanon met 78 granaten en er was ook een 7,92mm MG-34 gemonteerd met 2100 kogels. Achter in de tank lag de motor. Dat was een benzine 8-cilinder Škoda T-15 motor met een vermogen van 220 pk. Hiernaast waren de ventilator en de brandstoftank gemonteerd. Dit gedeelte was van het middelste deel gescheiden met een vuurwerende pantserplaat. Dit alles bracht de maximale snelheid op op 50 km/u. Het chassis kwam grotendeels van de LT vz.38 maar had toch enkele verschillen. Zo bestond het uit vier dubbele wielen en semi-elliptische bladveren, drie dubbele steunrollen en voorwielaandrijving.